# Jan de Haan

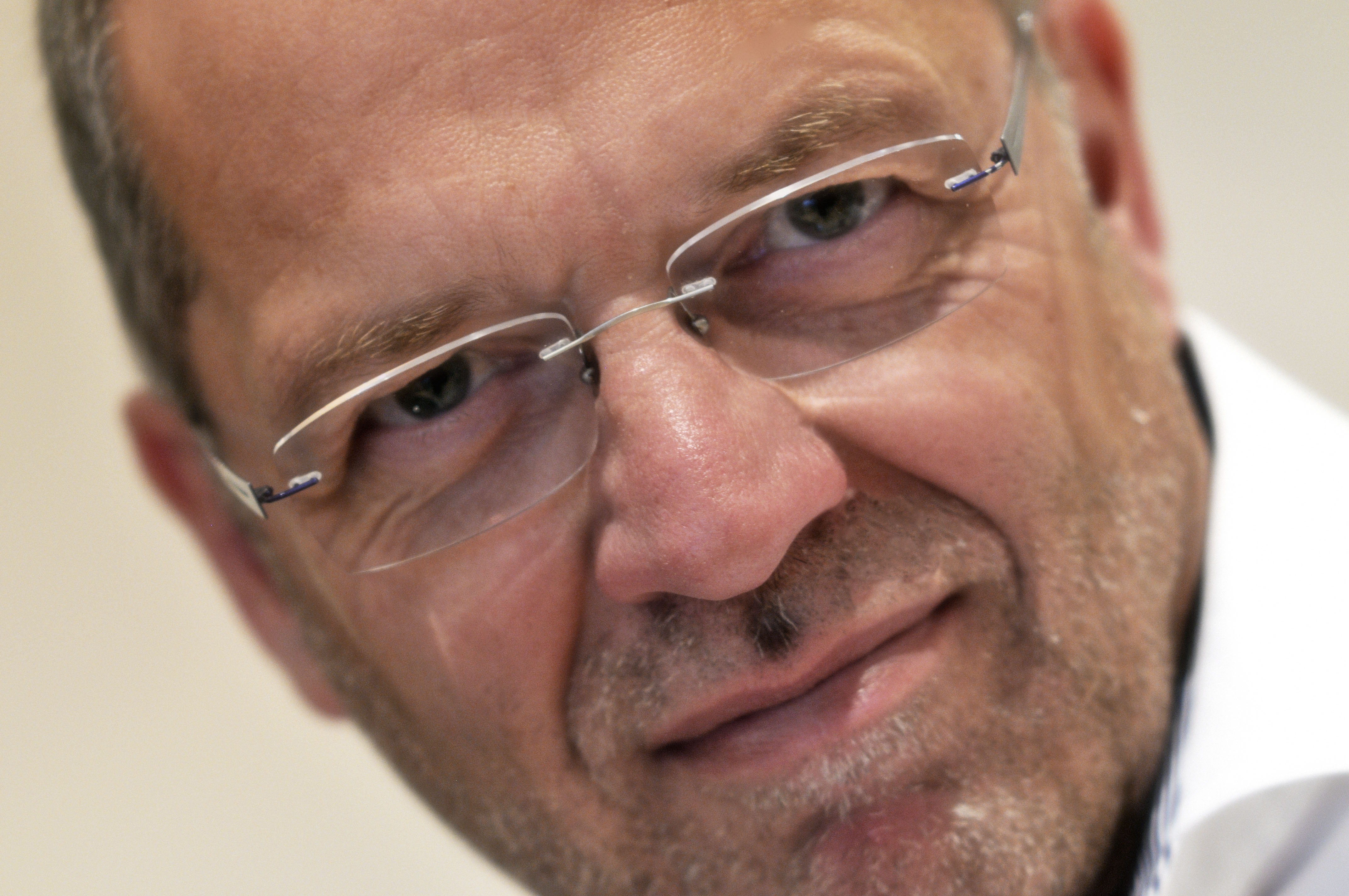
Jan de Haan

Jan de Haan (* 29. Juli 1951 in Warns, Provinz Friesland) ist ein zeitgenössischer niederländischer Komponist und Dirigent.

## Leben und Werk
Jan de Haan wurde 1951 im friesischen Warns (Niederlande) geboren. Seine erste Inspiration gab ihm sein Vater, der ein großer Liebhaber von Blasmusik war. Das Dirigieren übte schon in jungen Jahren eine große Faszination auf Jan de Haan aus und so war er bereits mit siebzehn Jahren Dirigent verschiedener Blasorchester.
In den Jahren 1969 bis 1973 studierte er Musikpädagogik, Posaune und Klavier an der Musikpädagogischen Akademie in Leeuwarden. Am Utrechter Konservatorium erwarb er 1976 bei Henk van Lijnschooten sein Abschluss-Diplom in der Kunst des Dirigierens. Bis 1994 war Jan de Haan Dirigent verschiedener Ensembles, darunter die Brass Band Soli Brass. Daneben war er auch Gastdirigent zahlreicher anderer professioneller sowie Amateur-Orchester und -Ensembles. In dieser Eigenschaft bereiste er nahezu alle westeuropäischen Länder, die Vereinigten Staaten, den Iran und Japan. Bekannte Orchester, wie das Tōkyō Kōsei Wind Orchestra, die Desford Colliery Brass Band, die Brighouse and Rastrick Brass Band, alle vier niederländischen Militärblasorchester, das Frysk Orkest (Friesisches Orchester), das Radio Blazerensemble (Radio-Bläserensemble der Niederlande) sowie das Nationale Jugend-Fanfareorchester der Niederlande und viele mehr standen bereits unter seiner Leitung.
Von 1978 bis 1989 war Jan de Haan außerdem Dirigent, Komponist und Arrangeur beim Rundfunk und Fernsehen der Niederlande. Als Programmdirektor produzierte er während dieser Zeit unter anderem 140 Musik-Fernsehsendungen. Darüber hinaus arbeitete er einige Jahre lang als Dozent für Direktion an der Musikpädagogischen Akademie in Leeuwarden.
Neben seinen Aktivitäten als Gastdirigent, Komponist und internationales Jurymitglied war Jan de Haan beim Musikverlag De Haske tätig. Er gründete den Verlag im Jahr 1983 und verkaufte seine Anteile 25 Jahre später, im Jahr 2008, um sich wieder voll und ganz dem Komponieren, Arrangieren und Dirigieren widmen zu können.
Sein Bruder Jacob de Haan ist ebenfalls Komponist.

## Werke (Auswahl)

### Werke für Blasorchester
- 1972: Apollo March
- 1978: Chorale Varié
- 1979: Meditation
- 1981: Christmas Fantasy (met koor SATB ad lib.)
- 1983: Five Intradas
- 1981: Friesische Variationen (Fryske Variaties)
- 1983: Partita über ein Thema von Johann Christian Bach
- 1984: Canticum
- 1985: Pastorale
- 1986: A Christmas Suite
- 1990: Song of Freedom
- 1992: Danses de Fantaisie
- 1993: A Discovery Fantasy
- 1995: Banja Luka
- 1995: Overture to new Age
- 1996: A Sunrise Impression
- 1996: Spanish Tritych
- 1997: Music for a Solemnity A tribute to John Williams
- 1998: Victory
- 2000: Beethoven Forever
- 2001: March of the Animals
- 2003: Prevision
- 2005: Earthquake
- 2006: Hispaniola
- 2007: Bläserklasse Live
- 2008: Christmas Joy
- 2008: Te Deum
- 2009: Triumphal Winds
- 2010: Liberty
- 2011: Musica Helvetica
- 2012: Klezmeriana
- 2014: Homage
- 2016: Galea et Bellum
- 2016: Purcellian Fantasia (Based on the March from Henry Purcell’s „Funeral Music of Queen Mary II“)
- 2018: Tribute to a Maestro (Variations on a theme by Jean-Philippe Rameau)
- 2018: Centenary 2019
- 2019: Center of the Universe
- 2019: Duoloque (Flugelhorn and Tenorhorn solo & band)
- 2020: A touch of Klez! (Flute or Alto saxophone solo & band)
- 2020: Hermitage (Concertante Variations on an original theme after Peter Ilyich Tchaikovsky)

### Werke für Brass Band
- 1972: Apollo March
- 1978: Chorale Varié
- 1979: Meditation
- 1981: Christmas Fantasy
- 1983: Five Intradas
- 1984: Canticum
- 1985: Pastorale
- 1985: Psaltrada
- 1986: A Christmas Suite
- 1986: Contrasten
- 1987: Oxford Intrada
- 1990: Variations on a Chord
- 1993: Inspiration
- 1994: Harmony Festival
- 1996: A Sunrise Impression
- 2003: Prevision
- 2005: Earthquake
- 2006: Hispaniola
- 2007: Camel Ride
- 2008: Christmas Joy
- 2009: Consolation
- 2010: Alhambra
- 2011: Musica Helvetica
- 2012: Introduction and Variations on Dies Irae
- 2013: Metamorphosis
- 2014: Chorale Variations
- 2016: Purcellian Fantasia (Based on the March from Henry Purcell’s „Funeral Music of Queen Mary II“)
- 2018: The Patriots (Symphonic Fantasia)
- 2019: The Baltic Way
- 2019: Duoloque (Flugelhorn and Tenorhorn solo & brass band)
- 2019: Redbad (A Symphonic Portrait)
- 2020: Hermitage (Concertante Variations on an original theme after Peter Ilyich Tchaikovsky)
- 2020: Sint Pitersdei
- 2020: In loving Memory
- 2020: Pale Blue Dot